# Kincsem, la meravella hongaresa

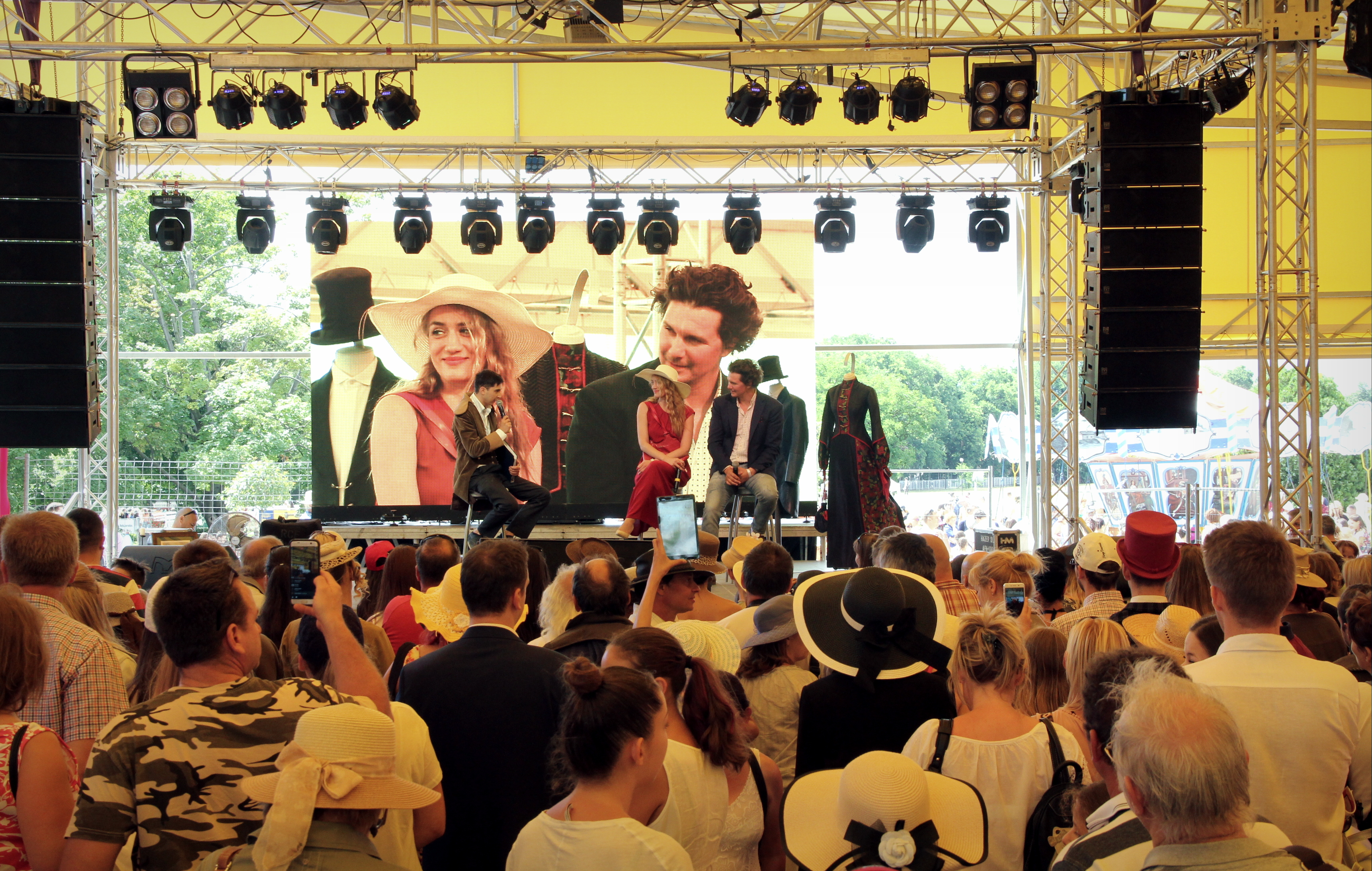
L'equip de rodatge en un acte promocional.

Kincsem, la meravella hongaresa és una pel·lícula hongaresa de 2017 dirigida per Gábor Herendi. S'ha doblat al valencià per a À Punt.
En el moment de la seva estrena, Kincsem va ser la pel·lícula més cara mai produïda a Hongria. Per al director Gabor Herendi, aquest pressupost, atípic per a una producció hongaresa, està justificat: «Les expectatives són altes. [...] Aquesta pel·lícula s'assembla més a una producció de Hollywood. Estem fent tot el possible per estar a l'altura».

## Sinopsi
De petit, Ernő Blaskovich va presenciar la mort del seu pare, assassinat durant la purga posterior a la Revolució hongaresa de 1848. Aristòcrata en plena decadència, alcohòlic, disbauxat i violent, tenia la mala premsa de fracassar en tot el que emprenia. Per un caprici del destí, el noi va adquirir Kincsem, una egua amb un aspecte feble però tenaç. Ernõ i Kincsem progressen junts, per donar el millor de si mateixos i finalment demostrat els seus talents.
Alhora, l'Ernő s'acosta més a la Klara, la filla del seu enemic Otto von Oettingen, responsable de la caiguda de la família Blaskovitch.